# Jayadeva
Jayadeva fou un poeta en sànscrit del segle XIII que forma part del cànon literari de la literatura hindú. La seva obra més famosa, Gita Govinda ("el cant del pastor"), narra els amors dels déus del panteó hinduista en un text que inspira les danses rituals per honorar-los. Escrigué també himnes sacres. La inspiració general és la natura i recorda l'aire bucòlic dels poemes llatins clàssics o les novel·les pastorils europees, ja que el paisatge provoca encontres amorosos i l'exaltació de la bellesa del món.

## Biografia
Jayadeva era de casta brahman. La data exacta del seu naixement es desconeix.

### Lloc de naixement
Al Guita-govinda, Jayadeva diu que va néixer al poble de Kindubilva. A l'Índia hi ha tres localitats amb el nom Kenduli:
- Kenduli Sasan, prop de Puri (a l'actual Estat d'Orissa).
- Mithila Kenduli (a Mithila)
- Jayadeva Kenduli, no trobat (a Bengala Occidental).

La vida de Jayadeva està relacionada amb els reis del segle XII de l'Estat d'Orissa.
Al segle xix, el poeta bengalí Banamali Das va afirmar que Jayadeva havia nascut a un poble anomenat Kenduli, a Birbhum (Bengala Occidental). S'ha demostrat que no existeix cap poble anomenat Kenduli en aquesta zona.
El poeta singalès George Keyt, en el seu llibre Song of love (publicat a Nova Delhi per Hindi Books) afirmava que Jayadeva va ser el poeta de la cort de Laksman Sen, un rei de Bengala que va regnar entre el 1178 i el 1206.

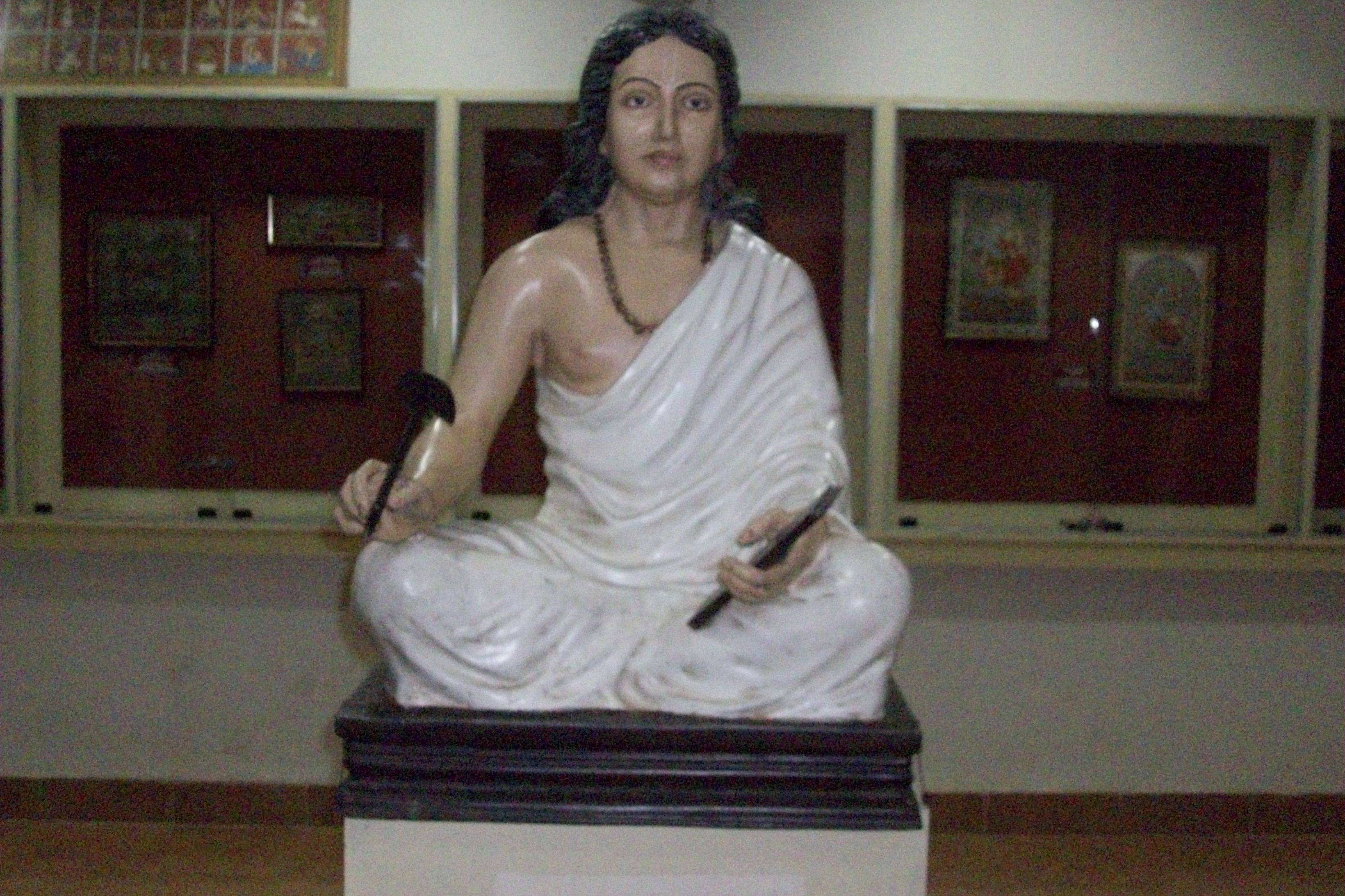
Representació de Jayadeva del museu de Kendallville, lloc de naixement del poeta.

Aquestes dades contradiuen l'opinió de la majoria dels escriptors i estudiosos indis, que opinen que el poeta va néixer a un poble anomenat Kenduli o Kenduvillva, situat a la vora del riu Prachi -a pocs quilòmetres de Puri, la famosa seu krixnaísta de l'Índia, i famosa també pel temple del Senyor Jáganat-. Els estudiosos es basen en les següents evidències:
- Késhava Misra, un erudit maithili, en el seu llibre Alankar Sekhar, va afirmar que Jayadeva era el més gran dels poetes i erudits que havien adornat l'Utkal Bhupati Sabha (l'associació de la regió de Odissa).
- El poeta maithili Chandradutta, en el seu llibre Bhakti-mala, escrit en sànscrit, va afirmar que Jayadeva era un utkal braman (un sacerdot) i vivia a prop de Puri.
- El 1585, Navoyí de Gwalior va escriure un llibre anomenat Bhakti-mala en hindíi on esmenta que Jayadeva era un poeta de l'antiga Utkal (Orissa).
- El poeta Majipati de Majarastra, en el seu llibre titulat Bhakti Vijaya, esmenta que Jayadeva va néixer a Kenduvilla (Kendubillwa), prop de Puri.
- El Kula-Dipak, un llibre escrit en assamès, afirma que Jayadeva era d'Utkal.
- Pandit Mallagi Suryanarayan Shastri, un estudiós d'Andhra Pradesh, al seu llibre titulat Sanskrit poets biography esmenta que Jayadeva va néixer a Kendubillwa, prop de Jagannath Kshetra Utkal.
- En 1365, Jaridás Jirachanda de Maharashtra va admetre en el pròleg d'un llibre editat per ell en maratí, que Jayadeva havia nascut prop de Srikshetra (Puri), al poble de Kendubilwa.
- El Dr. Parasuram Chaturvedi, un crític de la literatura hinduista, en el seu llibre Uttar Bharat Ki Santh Parampara (escrit en hindí) va esmentar que el poeta Jayadeva pertanyia a Utkal.
- Un temple de Bardhaman (a Bengala Occidental) es diu que és el lloc de naixement de Jayadeva. No obstant això actualment s'ha descobert que va ser construït durant el govern de la reina de Burdhaman el 1683; Jayadeva va viure cinc segles abans.
- Al temple de Jagannath Puri hi ha una inscripció del segle XII que esmenta clarament que abans de retirar-se a dormir, el Senyor Jagannath escoltava el Guita-govinda del poeta Jayadeva.
- Segons l'almanac Madala, el poeta Narasinja Dev va ser qui va introduir la recitació del Guita-govinda al temple de Jagannath.
- Durant el regnat del rei Purusottama Dev es va intentar canviar el Guita-govinda-seva (servei de [lectura del] Guita-govinda) en el temple de Jagannath. No obstant això aquest canvi no es va dur a terme perquè no va obtenir prou reconeixement. Llavors el rei Prataparudra Dev, que va viure en l'època de Chaitania a principis del segle XVI, va fer registrar una inscripció a la porta Jaia-Viyaia del temple.

## Registres històrics sobre la vida de Jayadeva
Recentment s'han descobert inscripcions als temples de Linga Rash, Madhukésuar i Simja-Chal. Han estat llegits i interpretats pel Dr. Satyanarayan Rajaguru i han aportat informació sobre la vida de Jayadeva. Aquestes inscripcions narren com Jayadeva va ser un dels mestres de l'escola de Kurmapataka, i que podria haver estudiat allà. Sembla que després de l'educació primerenca a Kenduli Sasan se'n va anar a Kurmapataka, on va adquirir experiència en la poesia, la música i el ball.
El primer esment que trobem de Jayadeva fora d'Orissa el va escriure Chand Bardaï, el poeta de la cort del rei Prithviraj Chauhan. La següent referència més antiga fora d'Orissa es troba en una inscripció del rei Sarangadev de l'any 1201. Aquests registres estableixen que el Guita-govinda es va fer popular a tota l'Índia poc després de la seva composició, potser perquè es va representar regularment al temple de Jágannath, a Puri (Orissa).
Alguns detalls addicionals sobre Jayadeva s'han obtingut a partir d'un llibre del poeta orissa krisnaísta Madhava Patnaik, que va ser contemporani del sant ballarí Chaitania (1486-1534). El llibre de Madhava Patnaik (que va ser trobat en tres fulles de palma a principis dels anys 80) dona compte clara de la visita de Chaitania a Puri. Esmenta que Chaitania va visitar Kenduli Sasan, prop de Puri, per retre homenatge a Jayadeva i per cantar passatges del Guita-govinda. El llibre esmenta que Kenduli Sasan era, de fet, el lloc de naixement de Jayadeva. El llibre de Madhava Patnaik també dona compte de la vida primerenca de Jayadeva i de les llegendes al voltant de Puri. Esmenta que Jayadeva va sobresortir en el seu estudi dels Purana des de la primera infància.

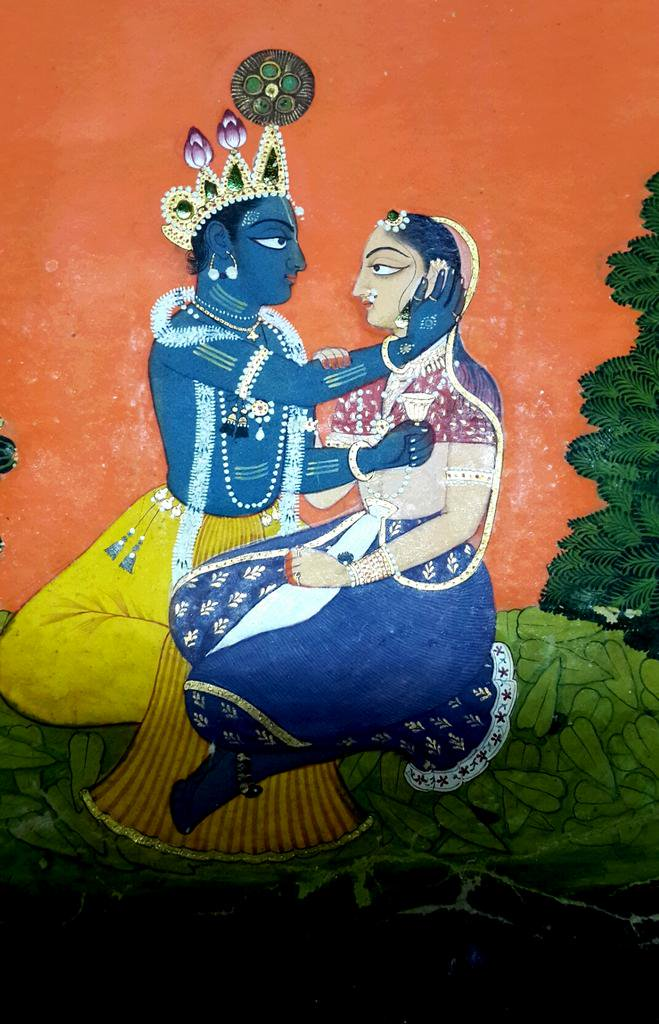
Radha i Krixna.

## Vida i obres
Els pares del poeta eren Bhoyadeva i Ramadevi. A partir de les inscripcions en els temples ara se sap que Jayadeva va rebre la seva educació en la poesia sànscrita en un lloc anomenat Kurmapataka, possiblement prop de Konark, a Orissa.
Jayadeva es va convertir en braman mendicant vagabund, i probablement va visitar Puri en algun moment. Allà, segons la tradició, es va casar amb una ballarina anomenada Padmavati. Aquesta versió, però, no l'admeten ni els primers comentaristes ni els estudiosos moderns.

### Guitá-Govinda
La seva obra més important és el Guita-govinda (c. 1180), sobre les aventures amoroses del déu adolescent hinduista Krixna amb la pastora Radha. La importància del text rau en el fet que Radha apareix com a més important que el propi Krishná. Aquesta doctrina va penetrar en els moviments Bhakti a partir d'aquest moment.

## Contribucions literàries
En el seu poema Dasa-Kriti-krite, Jayadeva va popularitzar el concepte dels Dasavatara (10 encarnacions' del déu Vixnu), que ja existien a Orissa des del segle VII aproximadament, i es tornarien immensament populars dins l'hinduisme. Va prendre aquesta idea de la llista de 24 avatars principals que apareixen en el Vixnu-purana.
També va popularitzar la clàssica postura Tribhangi ("tres doblecs" a les cames, la cintura i els braços) de Krixna tocant la flauta.
Ell també va institucionalitzar el sistema devadasi. Les devadasis ("esclaves de Déu") eren ballarines que realitzaven danses eròtiques especialment dedicades a l'estàtua de Krixna al temple. Com a conseqüència de les obres del gran poeta, els temples orissa van començar a incorporar dins dels seus recintes un nata-mandir (saló de dansa) separat, per a espectacles odissi. Aquest sistema va existir en els temples d'Orissa fins a 1955.

## Llegat
Tres segles després de la seva mort, el religiós sikh Guru Nanak (1469-1539) va conèixer les seves obres a Puri, i va decidir incloure dos himnes religiosos atribuïts a Jayadeva al Guru-granth-sajib, el llibre sagrat de la religió sikh, compost entre finals del segle XV i 1708.